# Вільхівське
Вільхі́вське — село в Україні, у Валківській міській громаді Богодухівського району Харківської області. Населення становить 37 осіб. До 2020 орган місцевого самоврядування — Сніжківська сільська рада.

## Географія
Село Вільхівське знаходиться на початку балки Морозів Яр, по балці тече пересихаючий струмок на якому зроблено загату, струмок впадає в річку Орчик. Село розташоване за 1 км від села Сніжків, поруч знаходиться дубовий ліс — Заданський. Неподалік від села проходить автомобільна дорога М03 (E40)[джерело?].

## Історія
12 червня 2020 року, розпорядженням Кабінету Міністрів України № 725-р «Про визначення адміністративних центрів та затвердження територій територіальних громад Харківської області», увійшло до складу Валківської міської громади.
19 липня 2020 року, в результаті адміністративно-територіальної реформи та ліквідації Валківського району, село увійшло до складу Богодухівського району.

## Населення

### Мова
Розподіл населення за рідною мовою за даними перепису 2001 року:
| Мова       | Кількість | Відсоток |
| ---------- | --------- | -------- |
| українська | 37        | 100%     |